# Be the Cowboy
Be the Cowboy é o quinto álbum de estúdio da cantora nipo-americana Mitski. O seu lançamento ocorreu em 17 de agosto de 2018 por intermédio da gravadora Dead Oceans. Produzido pelo colaborador de longa data Patrick Hyland, o álbum amplia a paleta de Mitski com um retorno ao piano, presente em seus dois primeiros álbuns, em conjunto com sintetizadores, trompas e a guitarra que se tornou seu instrumento notável.  Após seu lançamento, Be the Cowboy recebeu aclamação universal de críticos musicais, que depois a ranquearam entre os melhores álbuns de 2018. Foi precedido pelos singles, "Geyser", "Nobody" e "Two Slow Dancers".

## Composição e gravação
Em uma declaração, Mitski disse que ela experimentou em narrativa e ficção para o álbum e disse que ela estava inspirada pela "imagem de alguém solitário no palco, cantando  sozinho com um único holofote apontado nele e em um quarto escuro". Ela gravou o álbum com o produtor de longa data Patrick Hayland, e afirmou que "na maioria das faixas, nós utilizamos camadas dos vocais com transposições ou harmonias, para alcançar a atmosfera excêntrica de uma pessoa cantando sozinha no palco". Ela também disse que o álbum é sobre sua reconexão com seus próprios sentimentos:
| “ | Eu estive na estrada por um longo período, que é algo que nos isola, e tive que administrar meus próprios negócios ao mesmo tempo. Muito deste álbum foi eu não tendo quaisquer sentimentos, estando completamente desgastada, mas, então, tentando me recompor e acordar e voltar a ser a Mitski. | ” |

Be the Cowboy vê Mitski expandir os seus horizontes musicais, e inclui elementos de pop, rock, indie rock, art pop, chamber pop, funk, disco, synthpop, punk, techno-surf, country rock, e euro disco.

## Lançamento e promoção
O álbum foi disponibilizado para pré-encomenda a 14 de maio de 2018 sem anúncio prévio. "Geyser" foi lançado como single principal do álbum no mesmo dia, juntamente com um vídeo musical dirigido por Zia Anger, que também dirigiu o vídeo musical de "Your Best American Girl", de seu álbum anterior Puberty 2 (2016). A canção foi previamente interpretada em 2014 na WNYU Radio e no Hampshire College. Em 26 de junho, ela lançou "Nobody" como o segundo single, ao lado de um vídeo realizado por Christopher Good que foi filmado durante cinco dias em Kansas City. O terceiro e último single a anteceder o álbum, "Two Slow Dancers", foi lançado em 9 de agosto. Em apoio ao álbum, Mitski embarcou numa turnê que incluiu apresentações em território norte-americano e europeu. A digressão começou em 9 de junho, em Bozeman, Montana.

## Alinhamento de faixas
Todas as faixas escritas e compostas por Mitski e produzidas por Patrick Hyland. 
| N.º            | Título                    | Duração |  |
| 1.             | "Geyser"                  | 2:23    |  |
| 2.             | "Why Didn't You Stop Me?" | 2:21    |  |
| 3.             | "Old Friend"              | 1:52    |  |
| 4.             | "A Pearl"                 | 2:36    |  |
| 5.             | "Lonesome Love"           | 1:50    |  |
| 6.             | "Remember My Name"        | 2:15    |  |
| 7.             | "Me and My Husband"       | 2:17    |  |
| 8.             | "Come into the Water"     | 1:32    |  |
| 9.             | "Nobody"                  | 3:13    |  |
| 10.            | "Pink in the Night"       | 2:16    |  |
| 11.            | "A Horse Named Cold Air"  | 2:03    |  |
| 12.            | "Washing Machine Heart"   | 2:08    |  |
| 13.            | "Blue Light"              | 1:43    |  |
| 14.            | "Two Slow Dancers"        | 3:59    |  |
| Duração total: | Duração total:            | 67:02   |  |